# وايلد بيل كليبورن
وايلد بيل كليبورن (بالإنجليزية: Wild Bill Claiborne)‏ هو لاعب كرة قدم أمريكية أمريكي، ولد في 11 ديسمبر 1872 في مقاطعة أمهيرست في الولايات المتحدة، وتوفي في 7 يناير 1933 في فلوريدا في الولايات المتحدة.